# Kastanjeplatsen

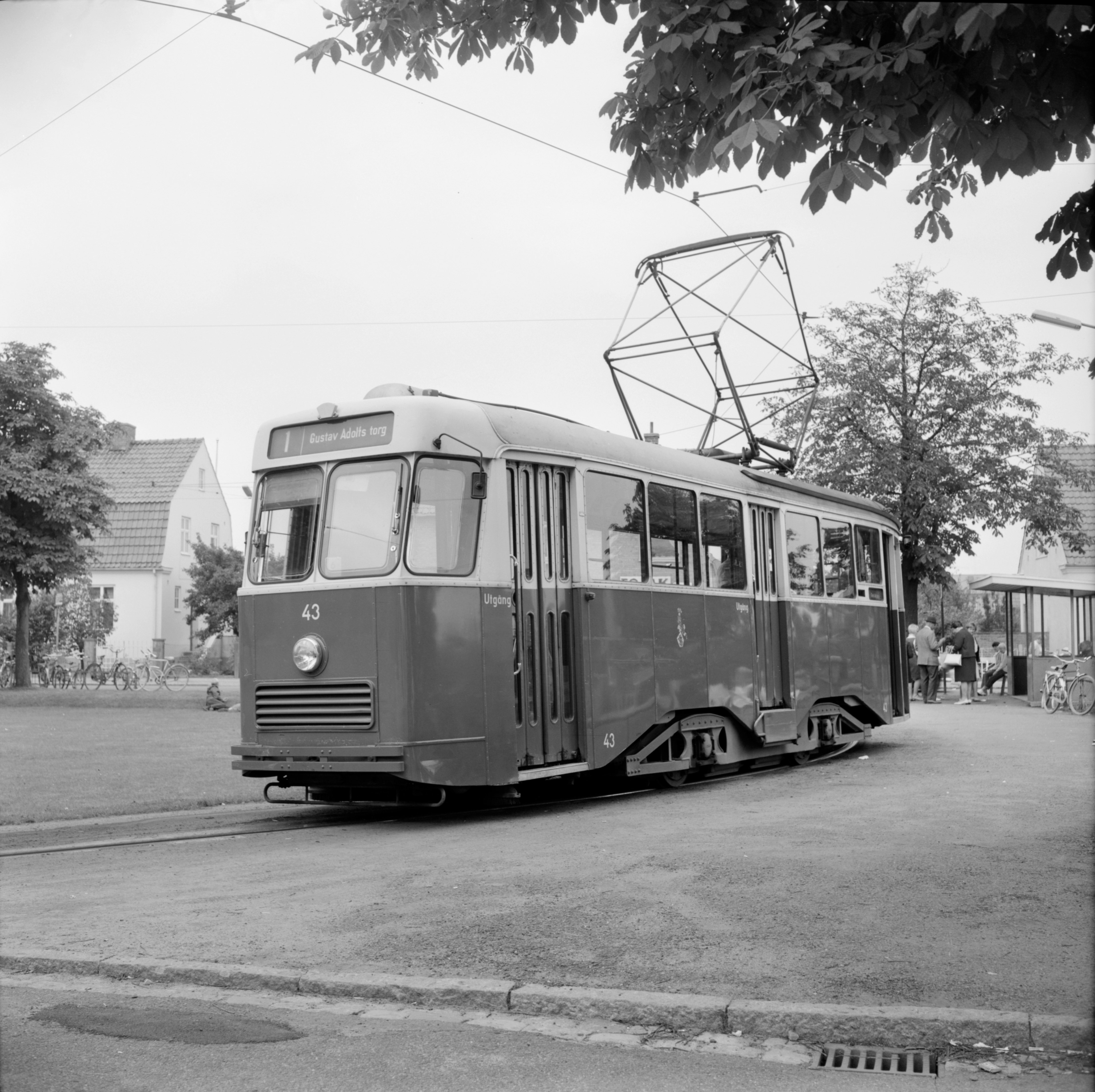
Spårvagn typ H i vändslingan vid Kastanjeplatsen (1967).

Kastanjeplatsen (i folkmun ofta: Kastanjeplan) är en mindre park i området Västra Kattarp inom stadsdelen Rosengård i Malmö.
Namnet Kastanjeplatsen fastställdes av stadsfullmäktige i Malmö stad 1927 och är utsatt i Erik Bülow-Hübes ännu gällande stadsplan för området från 1933. Malmö stads spårvägars linje 1 utbyggdes 1937 inom Rosengårdsstaden fram till Kastanjeplatsen, som därigenom blev ny ändhållplats.  I samband med tävlingar på Jägersro travbana bedrev även Malmö stads spårvägar extratrafik med bussar från Kastanjeplatsen till travbanan.  År 1950 anordnades en vändslinga vid Kastanjeplatsen som förberedelse för trafik med spårvagnar av enriktningstyp. År 1962, då Wessels stormarknad vid Jägersro invigdes, öppnade företaget avgiftsfri busstrafik i egen regi mellan Kastanjeplatsen och stormarknaden. Den pågick fram till högertrafikomläggningen 1967, då linje 1 ersattes med busslinje 30, vilken fortsatte till Jägersro.